# 干地杜根藤
干地杜根藤（学名：Calophanoides xerophila）是爵床科杜根藤属的植物，为中国的特有植物。分布于中国大陆的云南等地，生长于海拔1,800米至2,100米的地区，目前尚未由人工引种栽培。